# Filipporevet

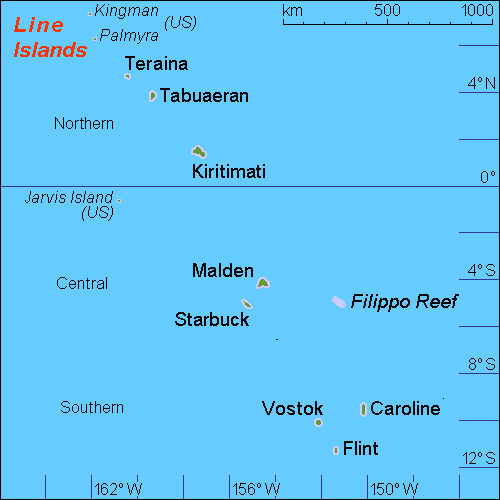
Filipporevet ligger till vänster om Starbuck

Filipporevet är ett korallrev i Polynesien som tillhör Kiribati i Stilla havet.

## Geografi
Filipporevet ligger bland Line Islands cirka 450 km öster om Starbuck Island och cirka 1.000 sydöst om huvudön Kiritimati. Dess geografiska koordinater är 5°30′ N och 151°50′ V.
Revet är permanent under vattenytan men ligger tämligen grunt och djupet uppskattas till att ligga mellan 0,6 och 0,9 m.
Lagunen har en yta på ca 1,5 km² och revet mäter ca 1,6 km i diameter från nordväst till sydöst.

## Historia
Filipporevet upptäcktes den 28 juni 1886 av besättningen på det italienska fartyget Filippo.
1979 införlivades området i den nya nationen Kiribati.